# 박영식 (아나운서)
박영식(1982년 10월 11일 ~ )은 대한민국의 아나운서이다.
현재 거주지는 서울특별시 은평구 녹번동이다.

## 학력
- 충남대학교 동물자원학과 학사

## 경력
- 아름방송 아나운서
- 목포 MBC 아나운서
- MBN 아나운서
- TJB대전방송 아나운서
- 연합뉴스TV 아나운서

## 과거 진행 프로그램
- 6면시선 뉴스큐브
- 뉴스 09
- 뉴스포커스

## 저서
- 대망론 - 대한민국 새로고침 프로젝트(2025년, 해요미디어)